# نت‌کرفت
نت‌کرفت (انگلیسی: Netcraft) شرکت فناوری اطلاعات بریتانیایی است، که در سال ۱۹۸۷ تأسیس شد.